# Saint-Louis-du-Sud
Saint-Louis-du-Sud – miasto w państwie Haiti, w Departamencie Południowym, 20 km na południowy wschód od Cavaellon.